# Widerszczyna (przystanek kolejowy)
Widerszczyna (biał. Відэршчына; ros. Выдерщина) – przystanek kolejowy w miejscowości Widerszczyna, w rejonie tołoczyńskim, w obwodzie witebskim, na Białorusi. Leży na linii Moskwa - Mińsk - Brześć.